# 성 대 바실리오스 성찬예배
성 대 바실리오스 성찬예배(그리스어: Θεία Λειτουργία του Μεγάλου Βασιλείου)는 성 대 바실리오스의 이름을 따서 지은 일부 동방 기독교 종파들의 성찬예배 또는 아나포라를 지칭한다. 성 대 바실리오스 성찬예배에는 크게 비잔티움 양식과 콥트 양식 두 가지가 있는데, 비잔티움 전례에서는 1년에 10번만 봉헌되고 있으며, 콥트 정교회에서도 봉헌하고 있다.

## 문헌

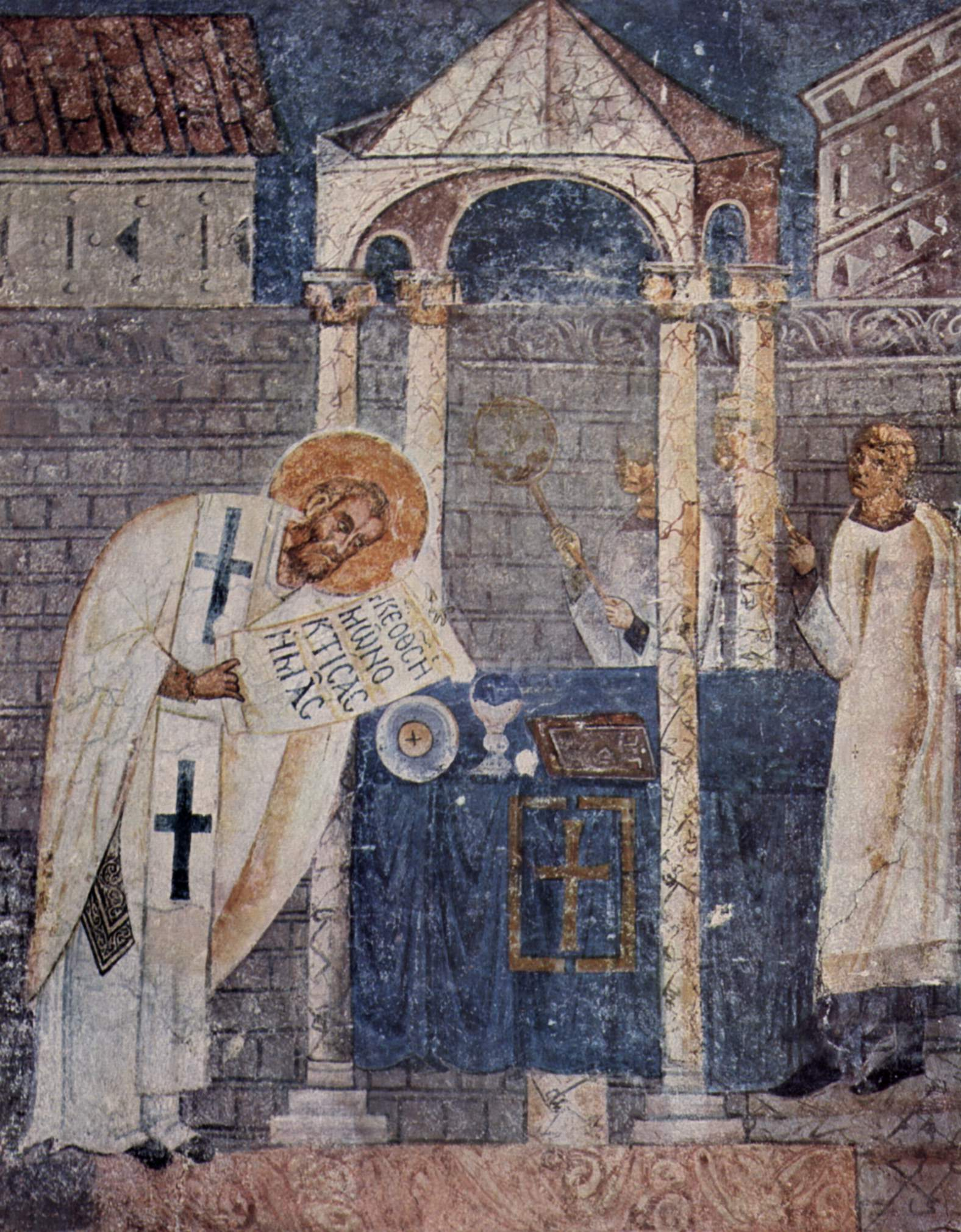
오흐리드 대성당의 성찬예배를 집전하는 성 대 바실리오스 프레스코화.

여러 동방 기독교 전례에서 성 대 바실리오스가 작성했다고 전해지는 여러 가지 아나포라가 있다. 이들을 크게 두 가지로 분류할 수 있는데, 하나는 이집트 경문이고, 다른 하나는 그 밖의 모든 경문이다.
가장 오래된 이집트 경문은 6세기에 미완성 필사본으로 1960년에 발견된 사히드 콥트어 역본이다. 보하이르 콥트어 역본에서 이집트 그리스어 역본과 에티오피아어 역본 등 오늘날 콥트 정교회에서 사용하는 콥트 정교회 양식이 유래했다. 이집트 그리스어 역본에는 (비잔티움 전례와 동일하게) 성 대 바실리오스가 작성한 몇 가지 기도문이 포함되어 있는데, 이 때문에 성 대 바실리오스 성찬예배라는 명칭으로 불리게 되었다. 알렉산드리아 그리스 정교회도 자신들의 전례 전통을 완전히 버리고 콘스탄티노폴리스의 방식을 채택하기 전에는 동일한 양식을 사용했을 수도 있다. 지금의 아랍어 역본은 보하이르 콥트어 역본을 번역한 것이다.
성 대 바실리오스 성찬예배의 다른 양식들로는 비잔티움 전례의 그리스 양식과 성 그레고리오 계몽자 성찬예배라고도 불리는 옛 아르메니아 양식 그리고 고대 시리아 양식이 있다. 1931년 H. 엥버딩은 이들 세 가지 양식이 소실된 동일 출처(Ω-BAS)에서 유래한 것이라고 판단했고, 그의 결론은 학계에서 널리 받아들여지고 있다.
비잔티움 양식의 가장 오래된 필사본은 8세기 판본(Codex Barberini Gr. 336)이며, 이 경문은 성 요한 크리소스토모스 성찬예배가 도입되기 전까지 콘스탄티노폴리스에서 일상적인 전례용으로 널리 사용되었다. 이 비잔티움 양식 전례 경문에서 러시아어와 기타 슬라브어, 조지아어, 멜키트 교회의 시리아어 및 아랍어 등 여러 역본이 파생되었다. 비잔티움 경문에서 파생된 아람어 경문도 그냥 성 대 바실리오스 성찬예배라고 부른다.

### 역사
성 대 바실리오스의 아나포라의 핵심 구조는 4세기에 생겼다. 시간이 지나면서 아나포라의 중요한 부분들에 신앙 고백 부분이 첨가되었다. 특히 상투스 이후 기도가 그러했는데, 아남네시스 역시 그리스도론에 대한 논쟁의 영향을 받아 경문이 길어졌다. 이러한 변화들은 341년과 345년 안티오키아 시노드의 교의 정의에 따른 영향을 받은 것으로 추정된다. 아나포라 전후의 전례 요소는 후대에 나타난 것으로 간주된다.
비잔티움 역본들의 소실된 공통 출처(Ω-BAS)에 대해서는 엥버딩 뿐만 아니라 가브리엘레 윙클러 같은 학자들도 고대 아르메니아어판(성 그레고리오 계몽자 성찬예배)에 Ω-BAS의 요소가 더 잘 보존되어 있다고 보고 있다. 가브리엘레 윙클러는 또한 이 경문이 시리아의 영향을 직접적으로 받았다고 판단했다.
비잔티움판과 이집트판의 관계에 대해서는 학자들 사이에 의견이 분분하다. 윙클러는 고대 아르메니아어판이 앞선 것이라고 확신했지만, 엥버딩과 펜윅 같은 학자들은 옛 사히드 이집트어판이 더 앞선 것이라고 보았을 뿐만 아니라 추정상 본문이 Ω-BAS와 대략적으로 들어맞아 Ω-BAS에서 파생되었을 것이라고 보았다. 성 대 바실리오가 더 오래된 이집트어판의 저자라는 역사적인 증거는 없으나 356년에서 357년까지 평신도 시절에 이집트를 방문한 적이 있다. 따라서 그가 나중에 수정된 이집트어판을 보고 전례 구조를 조정하고 신학적 구조를 강화했고, 이것이 다른 바실리오스판에도 적용되었을 가능성이 있다.

## 비잔티움 전례
비잔티움 전례는 콘스탄티노폴리스에 의해 복음이 전해졌거나 오랫동안 콘스탄티노폴리스의 영향을 받았던 나라들에서 사용한다. 성 요한 크리소스토모스 성찬예배가 비잔티움 교회에서 일반적으로 거행되는 성찬예배가 되었기 때문에 성 대 바실리오스 성찬예배는 1년에 10번만 거행된다.
- 대사순시기 중 5번의 일요일(정교회에서는 성지 주일을 사순 시지로 포함시키지 않는다)
- 성목요일과 성토요일
- 성탄 대축일과 신현 대축일의 전날 예배. 하지만 성탄 대축일이나 신현 대축일이 토요일이나 월요일에 오면, 성 대 바실리오스 성찬예배는 대축일에 거행되며, 전날 예배는 성 요한 크리소스토모스 성찬예배를 거행한다.
- 1월 1일 성 대 바실리오스 축일

## 콥트 전례
콥트 정교회의 주요 성찬예배는 성 바실리오스 성찬예배이다. 콥트 정교회에서 성 바실리오스 성찬예배라는 용어는 단지 아나포라나 관련 기도 뿐만 아니라 알렉산드리아 전례의 일반적인 성찬예배 양식도 의미한다.

## 아르메니아 전례
아르메니아 전례에는 성 바실리오스 성찬예배의 두 가지 다른 아나포라가 있는데, 하나는 성 그레고리오 계몽자 성찬예배이고, 다른 하나는 그냥 성 바실리오스 성찬예배라고 불리는 것이다. 전자가 더 앞선 것으로 자기 고유의 특성을 갖고 있는 반면 후자는 대체로 비잔티움 경문을 아르메니아어로 옮긴 것이다. 이 두 가지 아나포라는 현재 아르메니아 교회에서는 사용하고 있지 않으며, 약 10세기 이후부터는 성 아타나시오스의 아나포라만 이용하고 있다.